# Briksdal

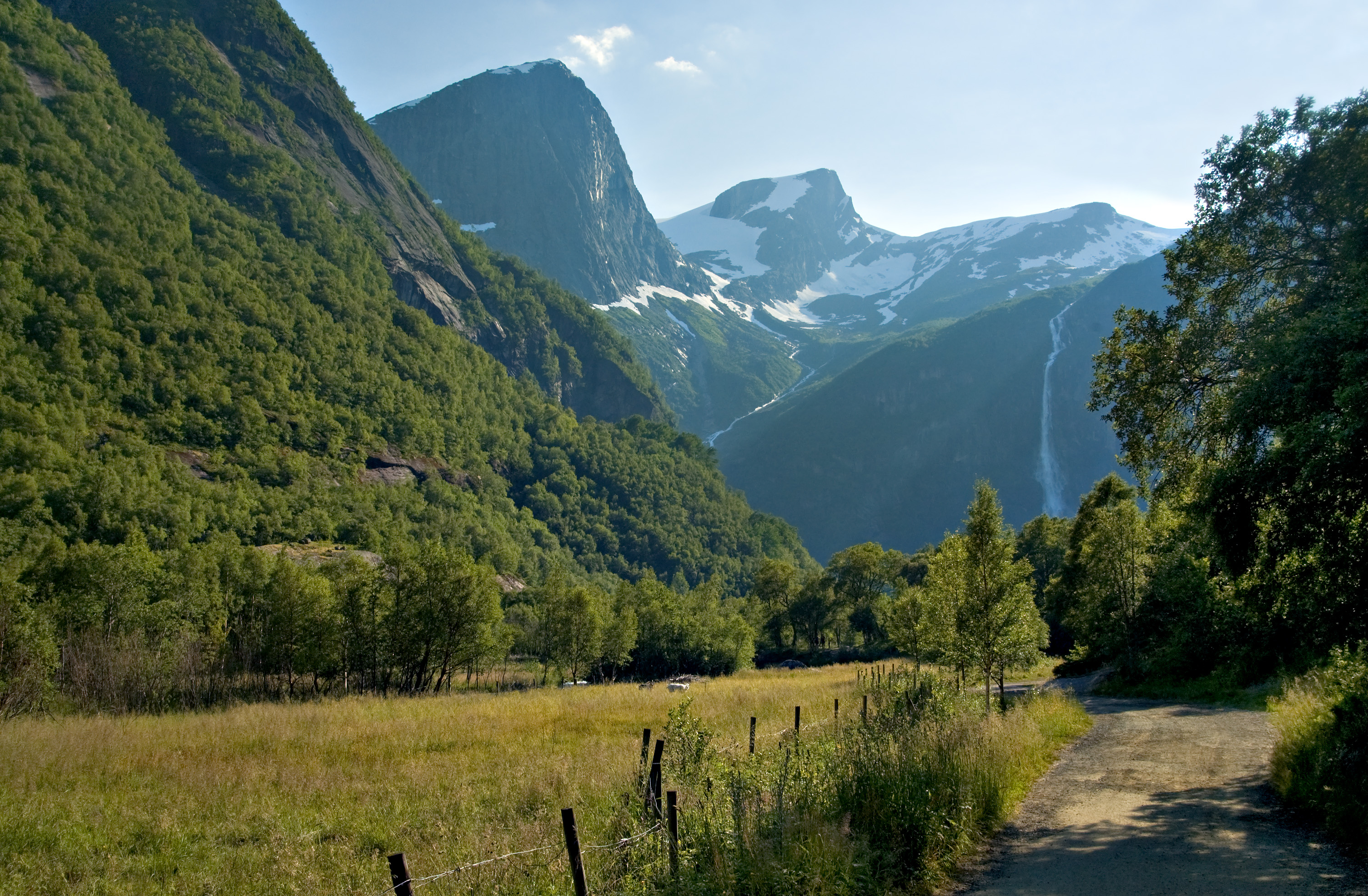
Landskapet kring Briksdal.

Briksdal är en ort i Stryns kommun i Vestland fylke i västra Norge. Orten är mest känd för glaciären Briksdalsbreen. Hit kommer folk från hela världen under perioden maj till september.